# Bernardo Rossi

Wappen der Rossis.

Bernardo Rossi (* 1432 in San Secondo; † 1468 in Rom) war ein italienischer Geistlicher und Bischof.

## Biografie
Der Sohn von Pier Maria II. de’ Rossi und Antonia Torelli wurde 1432 in San Secondo geboren und begann seine kirchliche Karriere in Parma. Er war 1450 und 1453 Kanoniker des Domkapitels von Parma; 1451 wurde er zum Propst von Farfengo ernannt.
Kaum 26 Jahre alt, wurde er am 27. April 1458 von Papst Calixt III. erst zum apostolischen Administrator und dann zum Bischof von Cremona ernannt (in einem Protokoll von Francesco I. Sforza vom 19. Mai, dessen Adressat Ottone del Carretto, herzoglicher Botschafter in Rom, war, lesen wir: „(...) für diese Wohltat, die dem Prothonotar Di Rossi, jetzt Bischof von Cremona (...)“). 1460 ließ er die Gebeine der Heiligen Babila und Simpliciano von der Johanneskirche in den Dom von Cremona umbetten, wogegen er die Reliquien der Märtyrer Marta, Maria, Audifax und Abaco, sowie einige Reliquien, die sich in der zerstörten Kirche San Sigismondo fuori le mura fanden, in einen Marmorsarkophag in die Lorenzkirche legen ließ.
Als diese Kirche wiederaufgebaut wurde, ließ Rossi in die Fundamente drei Ampullen Öl legen.
Am 8. Oktober 1466 wurde Bernardo zum Bischof von Novara ernannt.
1468 starb Bernardo Rossi in Rom im Alter von nur 36 Jahren an der Pest und wurde in der Basilika Santa Maria in Aracoeli begraben.